# Strannyje ljudi
Strannyje ljudi (russisk: Странные люди) er en sovjetisk spillefilm fra 1969 af Vasilij Sjuksjin.

## Medvirkende
- Vsevolod Sanajyev som Matvej Ivanovitj Rjazantsev
- Pantelejmon Krymov som Veniamin Zakharovitj Dulitj
- Sergej Nikonenko som Vasja
- Jelena Sanajeva
- Nina Sazonova